# 무선호출기

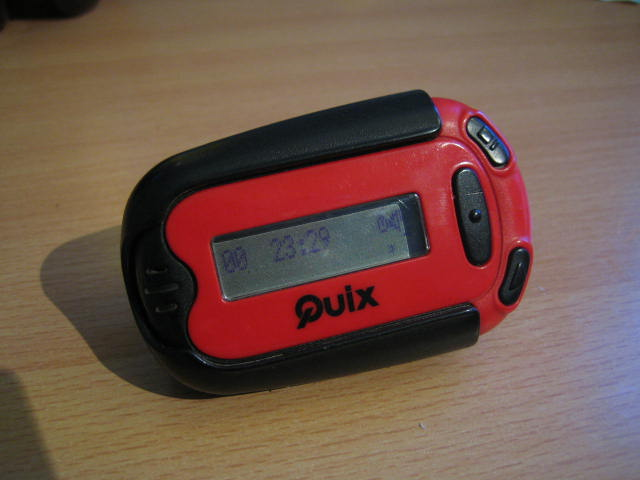
무선 호출기.

무선호출기(無線呼出機) 또는 무선호출단말기(無線呼出端末機)는 무선 호출을 통한 호출 서비스를 사용할 수 있는 휴대용 무선 통신 단말기기의 하나이다. 호출 알림 소리를 본떠 삐삐(beeper, pager)라고도 불린다. 휴대 전화가 대중화되기 전, 1980년대와 1990년대에 널리 사용되었다. 
휴대 전화 서비스의 사용이 대중화되면서, 무선 호출기의 사용자 수가 급격하게 줄어들었다. 그러나, 휴대 전화와는 달리 즉각적인 응답의 요구가 없으며, 수신 측으로부터 반송되는 정보 (수신자의 위치 등)가 없으므로 개인 정보 보호 측면에서 상대적으로 유리한 무선 호출 서비스의 장점을 들어 무선 호출 서비스의 이용을 선호하는 사람들도 있다.
대한민국에서는 1983년부터 무선 호출 서비스가 개시되었으며, 무선 호출 서비스 가입자의 식별 번호로 012, 015 등이 지정되어 있다. 1997년 이후에 휴대전화에 밀려 이용률이 크게 감소하여, 무선호출기가 퇴출하게 되었다. 2013년에는 과거 무선호출기 사업자였던 서울이동통신에서 네띠앙을 인수하여 015 번호를 이용한 인터넷 삐삐 서비스를 제공하고 있으며, 2014년 1월부터 012번호를 부활시켜 사물인터넷에 사용한다고 미래창조과학부는 밝혔다.

## 종류
- 초창기의 무선 호출기는 호출을 수신했을 때 벨소리나 녹음된 목소리 같은 간단한 음향만으로 수신 사실을 나타내었다. 호출을 받은 단말 사용자는 기지국이나 교환국에 직접 전화를 해야 호출을 한 사람을 알 수 있었다.
- 숫자를 나타낼 수 있는 무선 호출기가 출시되면서 호출은 한 사람이 전화번호나 숫자로 된 간단한 메시지를 남길 수 있게 되었다. 숫자식 무선 호출기에서, 호출을 한 사람이 아무 번호도 남기지 않을 경우 호출이 온 순서대로 번호가 기록되기도 한다.
- 문자 메시지를 수신할 수 있는 무선 호출기의 경우, 호출을 하는 사람은 미리 자주 쓰이는 문자열이나 구문에 대응시킨 숫자열을 사용하거나, 인터넷, PC통신에서 제공하는 서비스를 사용할 수 있다. 문자 메시지를 수신할 수 있는 무선 호출기의 일부는 양방향 서비스가 가능하다. 즉, 무선 호출기를 통해 메시지를 발신할 수도 있다.
- 최근의 무선 호출기들은 대부분 숫자를 표시할 수 있으며, 제한된 가짓수의 벨소리와 진동 수신 알림 설정을 지원하고 있다.
- 정해진 지역에서만 사용이 가능하도록 설계된 단말기 (지역 단말기)는 해당 지역에서만 쓸 수 있으나 전국에서 쓸 수 있도록 설계된 단말기 (광역 단말기)는 전국에서 모두 쓸 수 있다.

## 같이 보기
- 휴대 전화
- 무선 통신